# Església de Sant Jaume de Llierca
Sant Jaume és una església parroquial al nucli de Sant Jaume de Llierca (la Garrotxa) inclosa en l'Inventari del Patrimoni Arquitectònic de Catalunya.
Sant Jaume de Llierca ha disposat en el transcurs del temps de diversos temples. L'actual va ser bastit en les primeres dècades del segle xx, utilitzant per decorar-lo motius neoromànics com ara arquets cecs, faixes llombardes, etc. És de tres naus, separades per pilars i arcs torals de mig punt. L'altar major, de recent construcció, està dedicat a Sant Jaume el Major, patró del poble, i als costats hi ha imatges de Sant Mateu Evangelista i sant Josep.
La pica baptismal conservada a l'interior del temple està actualment en desús. Correspon a un temple anterior a l'actual, està situada a la nau dreta del temple, tancada per unes portes de fusta. No disposa de cap mena d'ornamentació. Les seves mides són 80 cm de diàmetre i 60 cm d'alçada.
Dins el temple podem veure tres altars laterals; el primer, dedicat a la Verge Maria i al Sagrat Cor de Jesús; l'altre, a la Puríssima Concepció i a Jesús a la Creu; el darrer, a la Verge i els quatre evangelistes. Així mateix, a l'interior de l'església de Sant Jaume es guarda una pica baptismal molt anterior a la construcció de l'actual temple, i una creu de plata situada davant l'altar major.